# Thiaré Ndialgui
Thiaré Ndialgui ist eine Gemeinde (commune) im Département Fatick der Region Fatick, gelegen im zentralen Westen Senegals. Sie besteht aus dem namensgebenden Hauptort (chef-lieu) sowie weiteren Dörfern (villages) und Weilern (hameaux).

## Geographische Lage
Die Gemeinde Thiaré Ndialgui liegt im Erdnussbecken Senegals. Der Hauptort Thiaré Ndialgui liegt 20 Kilometer nordöstlich der Départementspräfektur Fatick und 130 Kilometer östlich der Hauptstadt Dakar. Das Gemeindegebiet hat eine Fläche von 152,60 km² und umschließt das Gebiet der städtischen Gemeinde Diakhao als Enklave. Benachbarte Kommunen sind im Uhrzeigersinn Ndiob im Norden, Patar Lia im Osten, Diaoulé und Mbéllacadiao im Süden und jenseits des Sine im Westen Niakhar sowie Patar (Sine).

## Geschichte
Im Jahr 2011 wurde die Landgemeinde communauté rurale de Diakhao, die neben vielen anderen Ortschaften auch Thiaré Ndialgui umfasste, aufgelöst, weil ihr Hauptort Diakhao aus dem Umland herausgelöst wurde und den Status einer städtischen Gemeinde (commune) erhielt. Die Landgemeinde nannte sich nach dem neuen Hauptort communauté rurale de Thiaré Ndialgui und erhielt 2014 mit allen Landgemeinden Senegals den Status einer Gemeinde (commune).

## Bevölkerung
Die letzten Volkszählungen ergaben jeweils folgende Einwohnerzahlen:
| Jahr | Einwohner |
| ---- | --------- |
| 1988 | 16.308    |
| 2002 | 20.498    |
| 2013 | 21.133    |
| 2023 | 26.127    |

Nach dem Zensus 1988 umfasste die damalige Landgemeinde 30 Dörfer. Der 2011 ausgegliederte Hauptort Diakhao hatte damals 932 Einwohner und lag damit nach Einwohnerzahl in der Landgemeinde an erster Stelle. Das Doppeldorf Thiaré Ndialgui rangierte mit 420 Einwohnern nur im Mittelfeld der Dörfer, lag dafür aber im Osten des Gemeindegebietes einigermaßen zentral.

## Verkehr
Thiaré Ndialgui liegt zwar als Gemeinde nicht abseits des Netzes der Nationalstraßen, wohl aber der Hauptort. Er liegt an der asphaltierten Straße von Diakhao nach Gossas, fünf Kilometer von Diakhao und der dortigen N 10 entfernt. Die N10 führt in Nord-Süd-Richtung von Diourbel nach Fatick durch Dörfer im Westen des Gemeindegebietes.